# Ostrogoth
Ostrogoth is een Belgische heavy-metalband uit Gent, gevormd in 1980.
De band maakte in feite deel uit van de New wave of British heavy metal, ondanks het feit dat ze niet afkomstig waren van Groot-Brittannië. Ze werden beïnvloed door gelijkaardige acts zoals Iron Maiden, Judas Priest, Michael Schenker en Scorpions. 

## Geschiedenis
De eerste voorloper van de band ontstond in 1976, toen drummer Mario Pauwels en bassist Marnix Van De Kauter samen jamden in een band. Het echte ontstaan van de band kwam er in 1980, toen ook met gitarist Jean-Pierre De Keghel en zanger Luc Minne. Een jaar later werd er een gitaristenwissel doorgevoerd en kwam Hans Vandekerckhove in de band in de plaats van Jean-Pierre. In de zomer van 1981 speelden ze hun eerste liveconcert op de Gentse Feesten. Een jaar later vervoegde een tweede gitarist, Rudy Vercruysse, de band. Ze wilden namelijk in navolging van Britse bands harmonieuze melodieën spelen. Dat jaar verving Marc De Brauwer Luc op zang.
In 1983 brachten ze hun eerste ep Full Moon's Eyes uit en tekenden ze bij Mausoleum Records. In 1984 kwam Ecstasy and Danger uit. Ze brachten nog twee albums uit in de jaren 80 en in 1988 splitste de band.
In 2002 kwam de band samen voor een eenmalige reünie. In 2010 kwam de band weer samen, en zijn ze concerten blijven spelen, zij het met een stevig veranderde line-up.

## Discografie
- Full Moon's Eyes (1983, ep)
- Ecstasy and Danger (1984)
- Too Hot (1985)
- Feelings of Fury (1987)
- Last Tribe Standing (2015, ep)